# Nakovanski tovar
Nakovanski tovar je životinjska vrsta, posebna mješavina magarca i konja. Stanište mu je u Hrvatskoj, na Pelješcu, kod mjesta Nakovane. Do pred Domovinski rat bilo je nekih desetak primjeraka ove vrste koji su se kretali podno vrha Sv. Ilije. Vjerojatno je da ih je pogodio krivolov koji je tijekom Domovinskog rata bitno smanjio populacije sličnih vrsta: nakovanskog divljeg konja i divljeg magarca. Danas je ostalo svega nekoliko primjeraka.
 Prema izvješćima iz 2001., ondje je bila još samo jedna jedinka.